# Pyrnus insularis
Pyrnus insularis is een spinnensoort uit de familie Trochanteriidae. De soort komt voor in Lord Howe-eiland.